# Sri Wahyuni Agustiani
Sri Wahyuni Agustiani (13 agosto 1994) è una sollevatrice indonesiana, vincitrice della medaglia d'argento olimpica a  Rio de Janeiro 2016 nella categoria fino a 48 kg.

## Palmarès
- Giochi olimpici

Rio de Janeiro 2016: argento nei 48 kg femminili.
- Giochi asiatici

Incheon 2014: argento nei 48 kg femminili.
- Campionati asiatici

Astana 2013: argento nei 48 kg femminili.